# Pierre Monette
 (septembre 2017).
Si vous disposez d'ouvrages ou d'articles de référence ou si vous connaissez des sites web de qualité traitant du thème abordé ici, merci de compléter l'article en donnant les références utiles à sa vérifiabilité et en les liant à la section « Notes et références ».
Pour les articles homonymes, voir Monette.
Pierre Monette, né en 1956 à Montréal, est un poète, romancier, essayiste et traducteur québécois.

## Biographie
De 1978 à 1980, il publie trois recueils de poésie aux éditions Les Herbes rouges : Traduit du jour le jour (1978), Temps supplémentaire (1979) et Ajustements qu'il faut (1980). Il collabore en outre, par des articles, à plusieurs périodiques québécois et français.
Il fait ses études supérieures à l'Université du Québec à Montréal, où il obtient un doctorat en études littéraires à la fin des années 1990. Il enseigne ensuite, pendant près de vingt-cinq ans, au Cégep du Vieux Montréal.
Membre du comité de rédaction du magazine Entre les lignes, il assure une chronique et publie aussi des essais sur l'identité culturelle québécoise.
Dernier Automne (Boréal, 2004), récit bouleversant de la mort de sa conjointe, obtient un gros succès critique et est finaliste au Grand Prix du livre de la Ville de Montréal 2005.
Il est récipiendaire, en 2004, de la Médaille de l'Assemblée nationale.
En 2013, il traduit en français The Americain Scholar (1837) de Ralph Waldo Emerson (1803-1882) sous le titre Le Scholar américain.

## Œuvre

### Poésie
- Traduit du jour le jour, Les Herbes rouges, 1978
- Temps supplémentaire, Les Herbes rouges, 1979
- Ajustements qu'il faut, Les Herbes rouges, 1980

### Roman
- Trente ans dans la peau, Triptyque, 1990

### Récit
- Dernier Automne, Boréal, 2004 ; réédition, Boréal, coll. « Boréal Compact » no 174, 2005

### Essais
- Macadam tango, Triptyque, 1991
- Le Guide du tango, Triptyque, 1992
- L'immigrant Montréal, Triptyque, 1994
- Pour en finir avec les intégristes de la culture, Boréal, 1996
- Rendez-vous manqué avec la Révolution américaine, Québec Amérique, 2007
- Onon:ta' : une histoire naturelle du Mont-Royal, Boréal, 2012

### Traductions
- Tango nomade : études sur le tango transculturel, sous la direction de Ramón Pelinski (traduction et supervision de l'édition en langue française par Pierre Monette), Triptyque, 1995
- St. John de Crèvecoeur et les Lettres d'un fermier américain de St. John de Crèvecœur (traduction, présentation et annotation par Pierre Monette de Letters of an American Farmer), Presses de l'Université Laval, 2009
- Le Scholar américain de Ralph Waldo Emerson (traduction, présentation et annotation par Pierre Monette de The American Scholar), Triptyque, 2013